# Теорія деідеологізації
Теорія деідеологізації — позитивістська концепція, що виникла у 1950-х роках. Головні представники — Р.Арон, Д.Белл. Обґрунтовувала конвергенцію капіталізму і соціалізму, затухання їх ідеологічної боротьби.
Деідеологізація — зменшення впливу різних ідеологій на протистояння інтересів між державами, класами, націями, елітами, окремими владними групами.